# Armidale
Armidale – miasto w Australii, w stanie Nowa Południowa Walia, około 19,5 tys. mieszkańców.

## Położenie
Północno-wschodnia część stanu Nowa Południowa Walia. Wyżyna New England, u podnóży Wielkich Gór Wododziałowych.

## Historia
- 1839 – Po wyprawie badawczej Johna Oxleya, w czasie której tereny dzisiejszego Armidale zostały uznane za dobre miejsce na pastwiska, pojawiają się pierwsze gospodarstwa rolne.
- 1845 – Armidale uzyskuje prawa miejskie.
- 1850 – Wybucha gorączka złota. Kruszec wydobywany jest w pobliskich Rocky River i Gara Gorges. Miasto rozwija się w szybkim tempie.
- 1885 – Armidale uzyskuje rozszerzone prawa miejskie.
- 1954 – Działalność w mieście rozpoczyna Uniwersytet New England.
- 1970 – Książę Edynburga Filip i królowa Elżbieta II składają wizytę w Armidale.

## Edukacja
W Armidale, oprócz Uniwersytetu New England swoje siedziby mają:
- New England Girls' School (1895)
- The Armidale School (1894)
- Presbyterian Ladies' College (1887)
- O'Connor Catholic High School (1974)
- St Mary's Primary School (szkoła katolicka)
- Duval High School (1972)
- Armidale High School (1911)

## Zabytki
W Armidale zachowała się w nienaruszonym stanie architektura wiktoriańska.
- St Peter’s Anglican Cathedral (Katedra Św. Piotra) – prace nad budową zaczęto w roku 1875. Wieża w katedrze została ukończona w roku 1938.
- Catholic Cathedral of St Mary and St Joseph (Katedra Św. Marii i Św. Józefa) – ukończona i poświęcona w roku 1912.

## Inne
- Mt Yarrowyck Aboriginal Rock Art site – centrum sztuki Aborygeńskiej.
- New England Regional Art Museum – muzeum sztuki regionalnej.
- Autumn Festival (Festival Jesieni) – organizowana corocznie parada uliczna na początku marca, z dużą liczbą rozmaitych stoisk, występami miejscowych zespołów. Promowana jest lokalna sztuka i kultura.
- Gondwana Rainforests of Australia – rezerwat lasów deszczowych, wpisany na listę światowego dziedzictwa UNESCO[3], około 20 km na wschód od miasta.

## Armidale obecnie
Stan mieszkańców w roku 1991 wynosił 22 tysiące.
Miasto posiada najwyżej położony w Australii (980 m n.p.m.) port lotniczy. Duży ośrodek rolniczy (głównie hodowla i wypas owiec).

## Współpraca
- Kanuma, Japonia
- Masterton, Nowa Zelandia